# Ada Kaleh
Ada Kaleh (osmanisch آطه قلعه İA aṭa ḳalʿe, deutsch ‚Inselfestung‘), zeitweilig auch Caroline-Insel und Neu-Orschowa genannt, war eine Binneninsel in der Donau auf Höhe der rumänischen Stadt Orșova und der serbischen Ortschaft Tekija. Die türkischen Bewohner wurden ab 1968 wegen des Baus des rumänisch-jugoslawischen Kraftwerks Eisernes Tor 1 abgesiedelt. 1971 wurde die Insel durch den Rückstau des Kraftwerks und den somit steigenden Wasserspiegel der Donau in diesem Bereich überflutet.

## Beschreibung
Ada Kaleh war bis 1923 eine übriggebliebene Exklave des Osmanischen Reiches, durch den Vertrag von Lausanne kam die Insel zum Königreich Rumänien. Auf der etwa 1,7 km langen und 0,5 km breiten Insel befanden sich eine Festung und eine kleine Ortschaft mit einer Moschee, einem Hamam, einem Basar, einer kleinen Türbe, einer Zigarettenfabrik des Ali Kadri, mehreren Kaffeehäusern, einem Gouverneurspalais und mehreren verwinkelten Gassen mit alten Häusern. Die zuletzt 600 (nach anderen Quellen 1000) türkisch muslimischen Bewohner lebten vornehmlich von der Fischerei und von der Produktion von Süß- und Tabakwaren. Bis 1923 gab es einen Müdür, Imam und Qādī, der stets von der hohen Pforte aus Istanbul ernannt wurde. Im 20. Jahrhundert entwickelte sich ein lebhafter Tourismus. Ada Kaleh diente den Bewohnern der umliegenden Regionen als romantisches Ausflugsziel und, dank einer Steuerbefreiung, als beliebte Einkaufsmöglichkeit für türkische Delikatessen, Schmuck und Tabakwaren. Berühmt war Ada Kaleh auch für seine Rosenzüchtung und die daraus gewonnenen Produkte (Rosenöl, Parfüm) sowie Sorbet, und den Öl-Ringkampf.

## Geschichte
Im Konflikt Österreichs mit dem Osmanischen Reich erlangte die Insel wegen ihrer exponierten Lage eine gewisse strategische Bedeutung. Die österreichische Armee erbaute 1689 dort eine Festung als Bollwerk gegen das Osmanische Reich und nannte die Insel fortan Neu-Orschowa. In den folgenden Jahrzehnten wechselte Ada Kaleh mehrmals zwischen Österreich und dem osmanischen Reich hin und her, verblieb nach dem Frieden von Belgrad von 1739 schließlich dauerhaft bei den Osmanen, nur unterbrochen durch eine zwischenzeitliche österreichische Besetzung von 1789 bis 1791. Die Insel wurde 1877 von Österreich-Ungarn besetzt, doch auf dem Berliner Kongress wurde vergessen, ihren Status zu klären, so dass sie in den Folgejahren unter österreich-ungarischer Verwaltung blieb und schließlich am 12. Mai 1913 annektiert wurde. Ein Großteil der türkischen Inselbewohner emigrierte daraufhin nach Istanbul ins Osmanisches Reich als Muhacir. Nach dem Vertrag von Lausanne in 1923, kam die Insel an das Königreich Rumänien. Die Bevölkerung blieb türkisch, dennoch emigrierten von 1923 bis 1938 etliche Türkische Familien von Ada Kaleh und der Dobruja in die Türkei.
Mit der Vollendung des Wasserkraftwerks am Eisernen Tor wurde Ada Kaleh abgesiedelt und 1971 überflutet. Der Versuch einer Rettung der Inselkultur durch Umsiedlung der Bevölkerung und Versetzung der historisch wertvollsten Gebäude auf die weiter flussabwärts gelegene rumänische Insel Șimian scheiterte. Die Einwohner von Ada Kaleh zogen es vor, in andere Teile Rumäniens, z. B. in die Dobrudscha zu ziehen oder in die Türkei auszuwandern. Vor der Überflutung wurde die Insel durch Abholzung und Sprengung aller verbliebenen Bauten eingeebnet.
Die berühmteste Person, die auch oft auf Postkarten abgebildet wurde, war Mustafa Bego (1817–1910), der um 1849 Lajos Kossuth nach Widin zur Flucht verhalf und dessen Name für die Einwohner von Ada Kaleh zur Bezeichnung Bego-Türken führte.
In den Jahren vor der Überflutung entwickelte sich der Tourismus auf der Insel immer stärker. Für die Besucher wurden spezielle Vorkehrungen getroffen, da die rumänischen Behörden befürchteten, dass die Menschen über die Grenze nach Jugoslawien fliehen könnten. Bei der Ankunft mussten alle ihre Ausweise den Grenzwächtern überlassen. Außerdem durften Ortsfremde die Nacht nicht auf der Insel verbringen. Die Grenzlage wirkte sich zunehmend negativ auch auf die Lebensqualität und Bewegungsfreiheit der Inselbewohner aus. Nach 8 Uhr abends durften sie nicht mehr vom Festland auf die Insel zurückkehren oder diese verlassen.

## Bilder

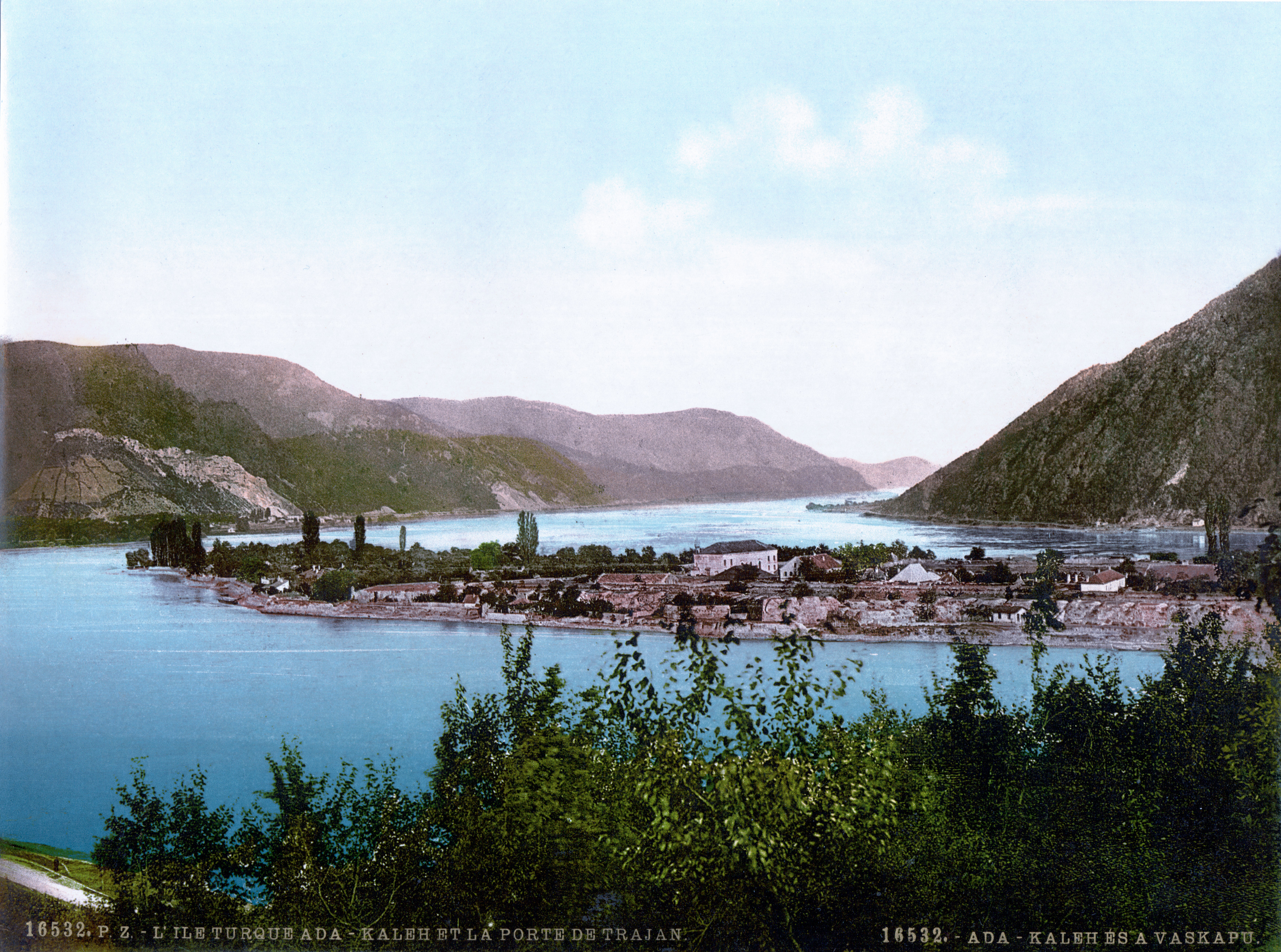
Postkarte von Ada Kaleh von zwischen 1890 und 1905. Zu sehen sind die Einrichtungen der Einwohner.
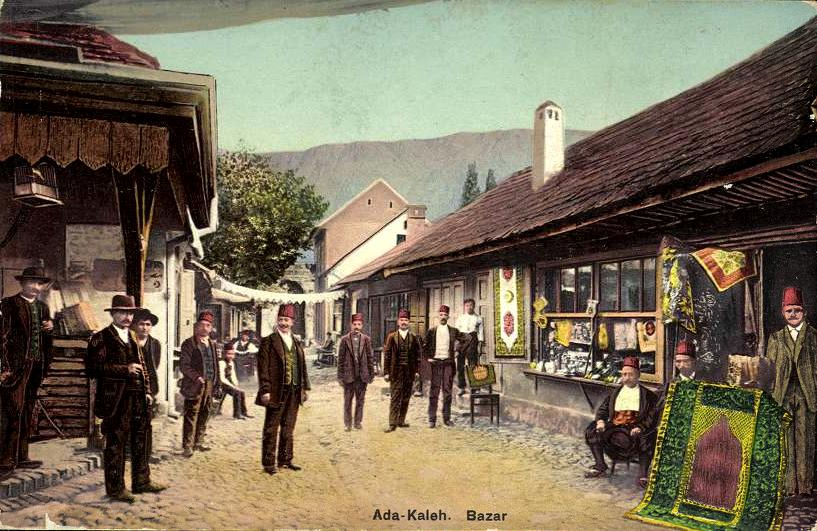
Der Basar von Ada Kaleh (1912)
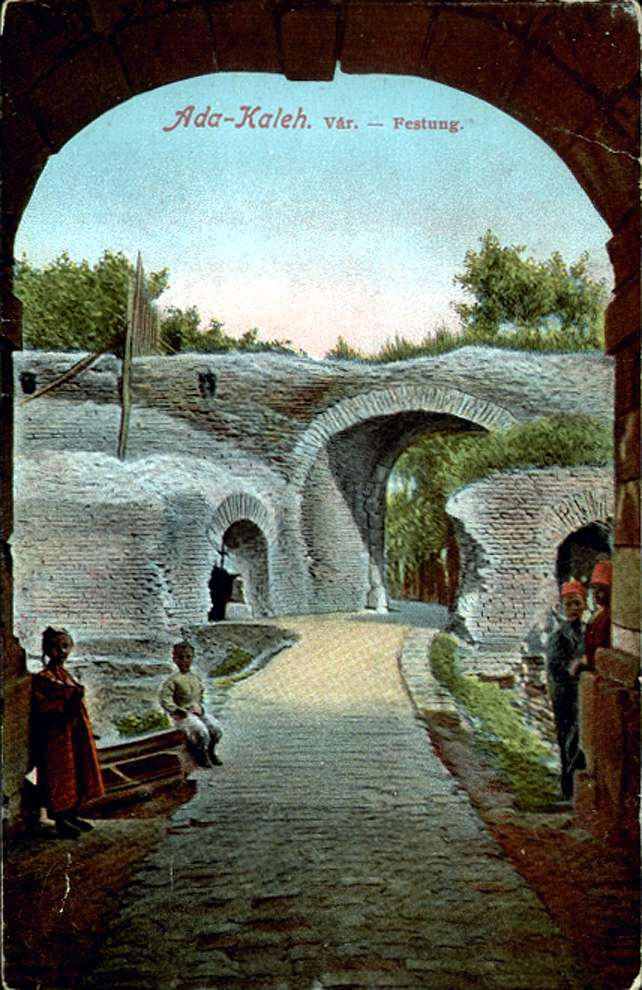
Die Festung Ada Kaleh (1912)
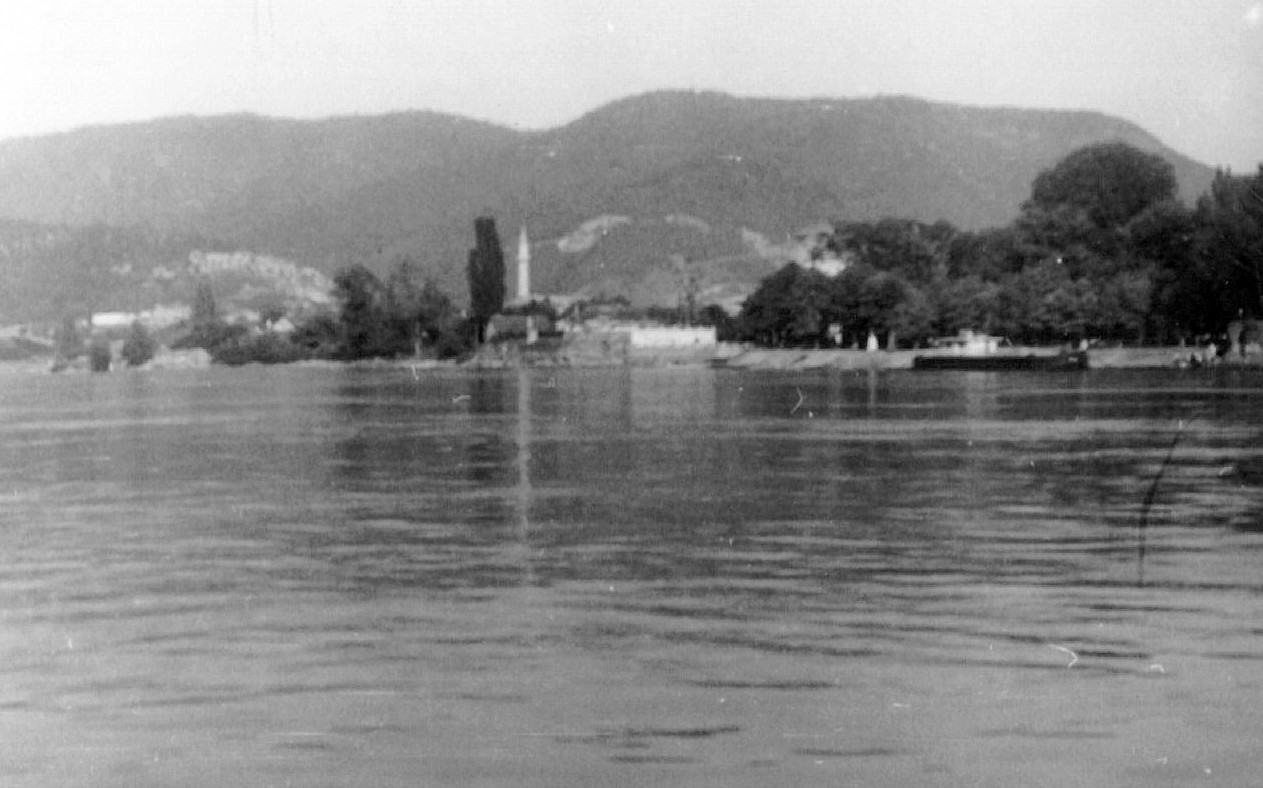
Ada Kaleh 1968 mit dem Minarett
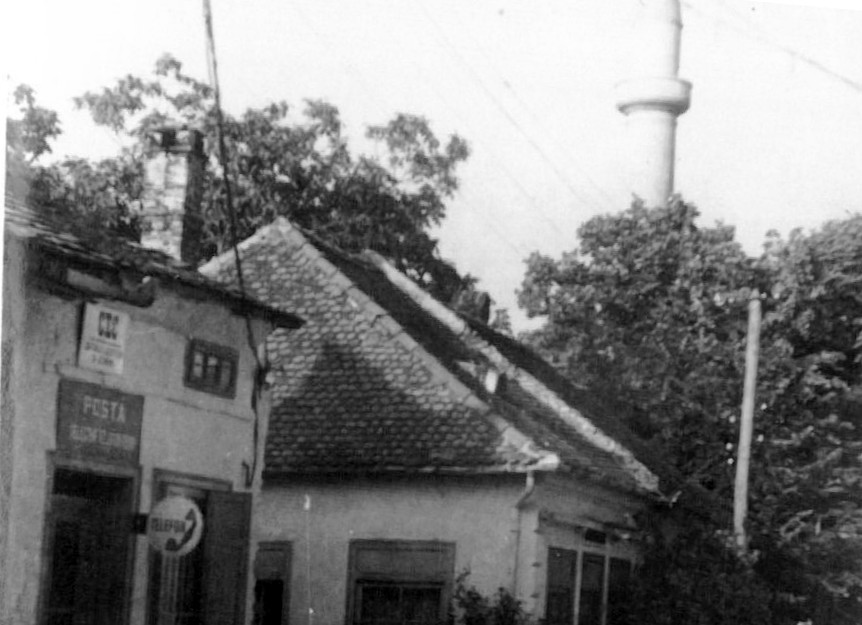
Ada Kaleh 1968. Zu sehen ist das Postamt mit CEC Bank sowie im Hintergrund das Minarett.
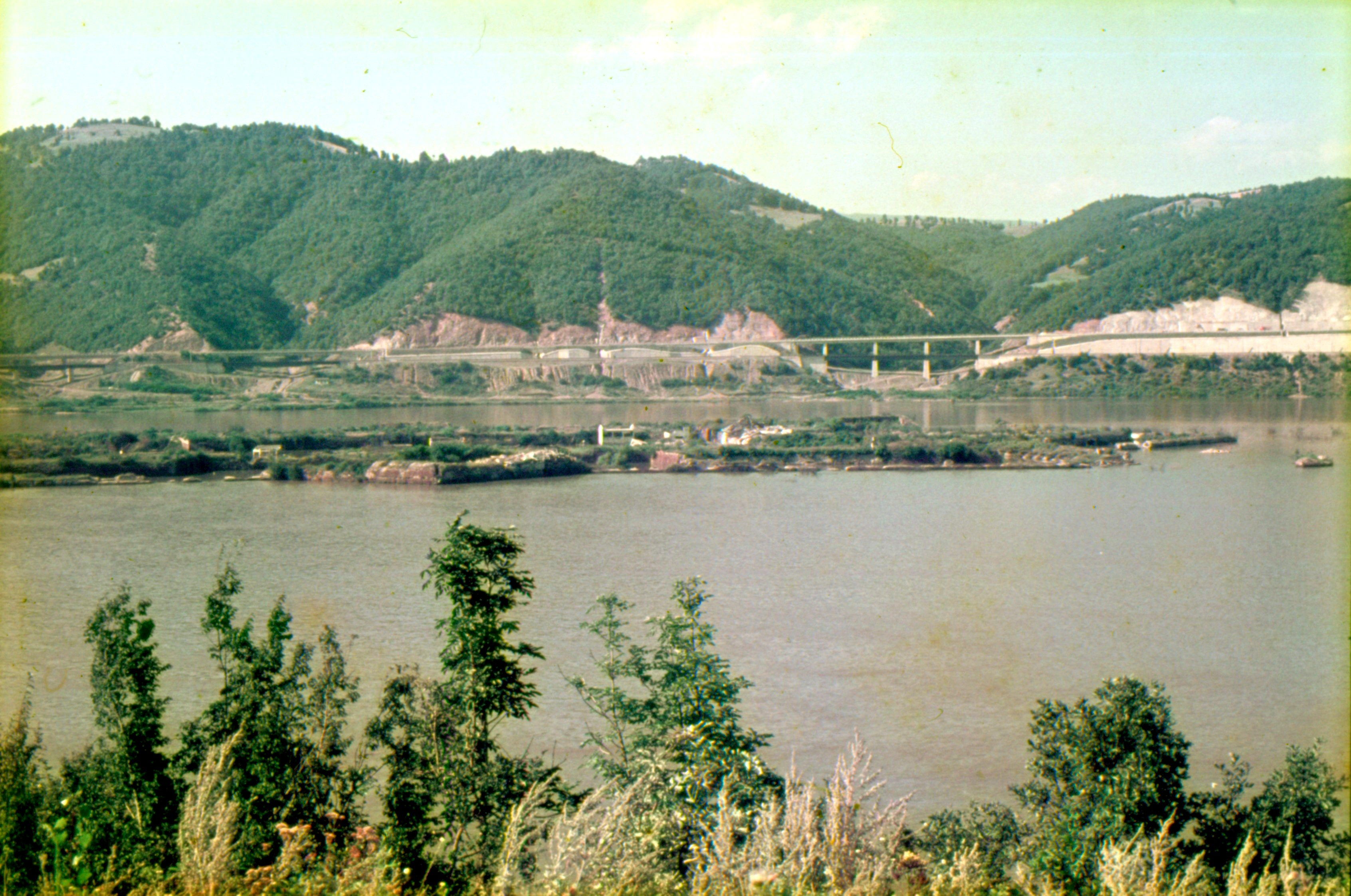
Reste der Insel im August 1970 (Ansicht von Süden)

## Zitate
In „Das tausendjährige Ungarn und die Milleniumsausstellung“ von 1896 heißt es:

„Einen romantischen Überrest der einstigen Türkenherrschaft an der unteren Donau bildet diese, an der ungarisch-rumänisch-serbischen Grenze, unmittelbar unterhalb Orsova gelegene kleine Donau-Insel, deren geringzahlige, ausschließlich türkische Bewohner zwar noch Untertanen des Sultans sind, das Inselterritorium selbst steht jedoch auf Grund eines Beschlusses des Berliner Congresses bis zur endgültigen Regelung der politischen Lage desselben, jetzt noch interimistisch unter der militärischen Oberherrschaft der österr.-ungarischen Monarchie. Auf der Insel befindet sich eine, in früheren Zeiten für uneinnehmbar gehaltene, jetzt jedoch schon dem Verfall preisgegebene Festung.“

## Literarische Bearbeitungen
Große Teile von Maurus Jókais Roman Ein Goldmensch (ungarisch Az arany Ember) spielen sich auf dieser Insel ab. Im Roman wird die Insel als 'Herrenlose Insel' bezeichnet.